# ثبت کشتی
ثبت کشتی (به انگلیسی: Ship registration) فرایندی است که به واسطه مدارک کشتی و ملیت دارنده آن کشتی ثبت می‌گردد. ملیت مالک یا مالکان کشتی باعث می‌شود که یک کشتی بتواند سفر کند. هر کشتی تجاری با توجه به قوانین بین‌المللی مستلزم آن است که در یک کشور ثبت نام شده و با نام آن کشور و پرچم آن ثبت شود. به طور معمول می‌گویند که کشتی تحت پرچم یک کشور ثبت نام شده است. 

کشتی تحت کنترل قانونی پرچم یک کشور است و مستلزم است به طور منظم آن را بررسی کند، تجهیزات کشتی و خدمه را تأیید کند و مدارک ایمنی و آلودگی را صادر کند.سازمانی که کشتی را ثبت می‌کند، به عنوان ثبت کننده آن شناخته می‌شود. این سازمان ممکن است دولتی یا خصوصی باشد. در بعضی از موارد ثبت کننده می‌تواند یک شخص ثالث را برای اداره بازرسی اختصاص دهد.

ثبت نام فقط برای کشتی‌های کشور خود به عنوان یک ثبت نام سنتی یا ملی شناخته می‌شود. ثبت‌هایی که برای کشتی‌های خارجی در دسترس هستند، به عنوان ثبت نام باز شناخته می‌شوند و بعضی اوقات به واسطه پرچم مصلحتی میسر می‌گردد.

## تاریخچه
ثبت کشتی از زمانی که کسب و کار در دریاها مهم بوده انجام می‌شد. در اصل برای کنترل کشتی‌های ترابری در کشورهای اروپایی استفاده می‌شد تا مطمئن شوند که کشتی‌ها در کشور محلی ساخته می شوند و خدمه‌ها عمدتاً از کشور محلی هستند. از آن زمان ثبت کشتی به منظور تشخیص مالکیت استفاده شده است. مستندات ثبتی شواهد مشخصی از ملیت را برای اهداف بین‌المللی فراهم می‌کند و فرصت‌های مالی را با در دسترس بودن وام‌های مورد نظر بر روی کشتی‌های ثبت شده فراهم می‌کند.